# Escudo de Nueva Rusia
El actual escudo de armas del Estado Federal de Nueva Rusia (Novorrusia o Rusia Nueva) fue adoptado en 2014.
En el se muestra un águila bicéfala de color gris oscuro con las alas extendidas, sobre su cabeza se posiciona una corona de color dorado y 5 puntas, con la frase "Новороссия" (en ruso) "Nueva Rusia" o "Novorrusia" (en español) en la parte superior en una banda azul. Tiene alrededor de su cuello un collar imperial similar al del escudo del imperio ruso. En su pecho sostiene un escudo con la imagen de un cosaco eslavo con su vestimenta tradicional. Sus patas izquierdas sostienen un manojo de trigo y sus patas derechas unas flechas. En su base se cruzan un martillo y un ancla naval junto a la frase "ВОЛЯ И ТРУA!" (en ruso) "Voluntad y Verdad!" (en español) en la parte inferior en una banda roja.  

## Escudos estatales de armas
Cada uno de los Estados miembros también han tenido su propio escudo de armas nacional.

### República Popular de Donetsk

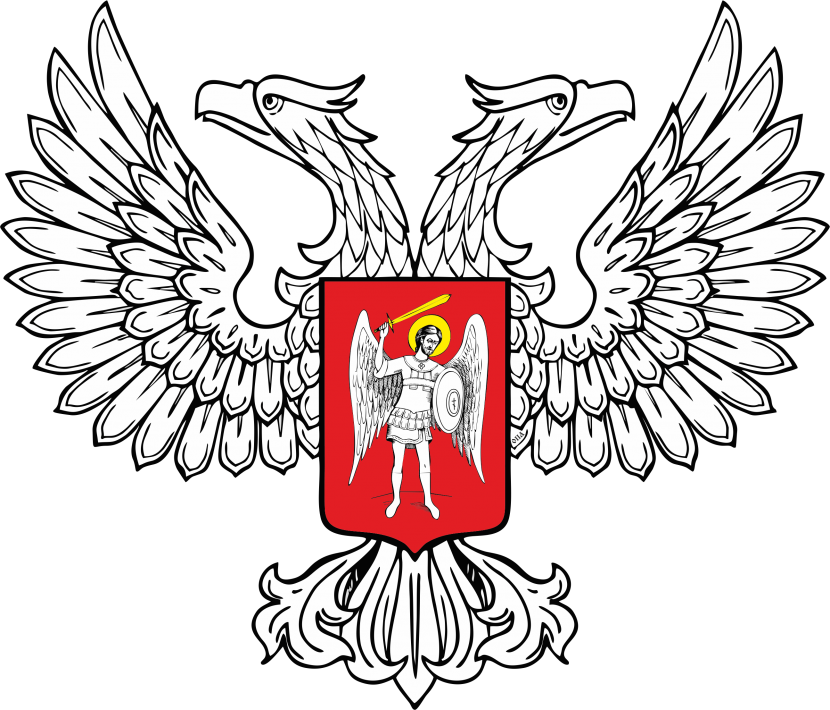
Escudo de armas de la República Popular de Donetsk

### República Popular de Lugansk

Escudo de armas de la República Popular de Lugansk

## Escudos de armas similares

Escudo de armas del Hetmanato cosaco
Escudo de armas del Estado ucraniano